# KDevelop
KDevelop은 유닉스 계열 컴퓨터 운영 체제의 KDE 플랫폼을 위한 자유 소프트웨어 통합 개발 환경(IDE)이다. KDevelop은 컴파일러가 포함되어 있지 않은 대신, GCC나 클랭과 같은 외부 컴파일러를 사용하여 실행 이진 파일을 만들어낸다.

## 같이 보기
- Code::Blocks
- 코드라이트